# Tytomyia arabica
Tytomyia arabica is een insect uit de familie van de vlinderhaften (Ascalaphidae), die tot de orde netvleugeligen (Neuroptera) behoort. 
Tytomyia arabica is voor het eerst wetenschappelijk beschreven door Hölzel in 2004.